# Nils Molander
Nils Edward Josef „Nisse“ Molander (geb. 22. Juni 1889 in Stockholm; gest. 30. Januar 1974 ebenda) war ein schwedischer Eishockeyspieler und Eisschnellläufer. Er wurde mit dem Berliner Schlittschuhclub (BSchC) zwischen 1920 und 1926 sechsmal Deutscher Meister. Mit der schwedischen Nationalmannschaft nahm er an den Olympischen Spielen 1920 und 1924 teil und belegte mit der Mannschaft jeweils den vierten Platz. Zweimal nahm er an Europameisterschaften teil, wobei Schweden 1922 Vizeeuropameister und 1923 Europameister wurde.

## Leben

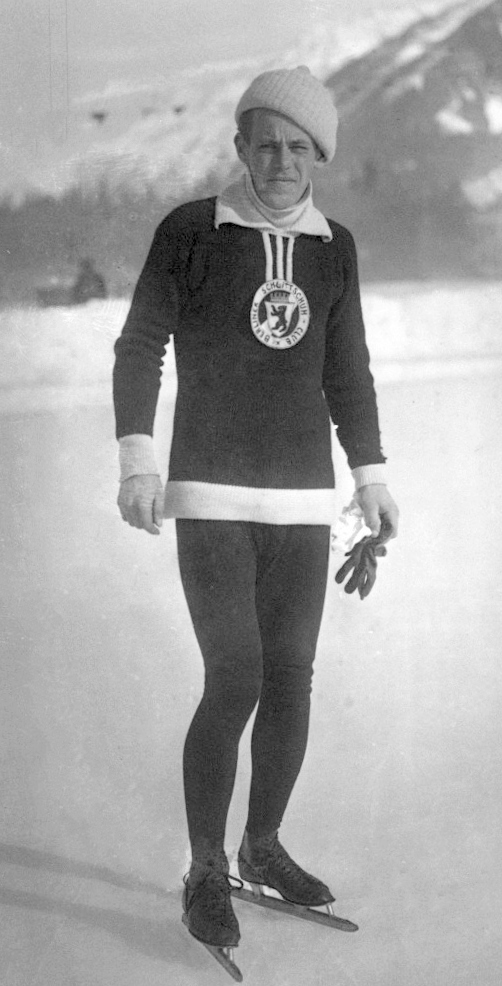
Nils Molander 1914 in Chamonix

Molander hatte bei Nordiska Kompaniet Polsterer gelernt. 1908 zog er nach Deutschland, um internationale Erfahrung zu bekommen. Dort lernte er den gleichaltrigen Läufer Richard Rau kennen und arbeitete in dessen Sportgeschäft. Er trat dem Berliner Schlittschuhclub bei und spielte dort Anfangs Fußball und Feldhockey. Schließlich wandte er sich dem Eishockey zu – er gilt nach seinem Vereinskameraden Hans Georgii als erster Schwede der diesen Sport betrieb. Am 24. Februar 1912 debütierte er in der ersten Mannschaft des BSchC bei 14:0-Sieg gegen die DEHG Prag.
Mit dem BSchC gewann er für Deutschland die auch als Weltmeisterschaft bezeichnete LIHG-Meisterschaft 1913. 1914 wurde er mit der Mannschaft Zweiter. Dort spielte er als Rover. Bei der in Berlin durchgeführten Eisschnelllauf-Europameisterschaft startete er beim 500-m-Sprint für Dänemark.
Während des Ersten Weltkriegs blieb Molander in Deutschland. Nach dem Krieg nahm er mit dem BSchC an den Deutschen Eishockeymeisterschaften teil, wobei er sechsmal in der Meistermannschaft stand. 1924 und 1926 gewann er mit dem Schlittschuhclub den Spengler Cup.
Er gehörte neben Hans Georgii zum Kern der neu zusammengestellten schwedischen Nationalmannschaft, die ansonsten hauptsächlich aus Bandy-Spielern bestand. Mit dieser startete er in das erstmals ausgetragene olympische Eishockeyturnier 1920. Neben den zwei Teilnahmen an Olympischen Spielen 1920 und 1924 war der Höhepunkt der Europameistertitel 1923, bei der Molander Teamkapitän war. Insgesamt absolvierte er von 1919 bis 1924 23 Spiele für die Nationalmannschaft, bei denen er 24 Tore erzielte.
1928/29 spielte Molander, der inzwischen ein eigenes Sportgeschäft in Berlin hatte, beim VfB Königsberg. Molander spielte noch bis 1954 Vereinseishockey und war auch als Trainer tätig.

## Erfolge und Auszeichnungen
- 1913 Goldmedaille mit Deutschland bei der LIHG-Meisterschaft
- 1914 Silbermedaille mit Deutschland bei der LIHG-Meisterschaft
- 1922 Silbermedaille mit Schweden bei der Europameisterschaft
- 1923 Goldmedaille mit Schweden bei der Europameisterschaft
- 1924 Gewinn des Spengler Cups mit dem Berliner Schlittschuhclub
- 1926 Gewinn des Spengler Cups mit dem Berliner Schlittschuhclub
- Deutscher Meister 1920, 1921, 1923, 1924, 1925, 1926
- Stor Grabb (als erster schwedischer Eishockeyspieler)[4]
- Mitglied der Schwedischen Eishockey-Ruhmeshalle (als Nr. 21, seit 17. Mai 2012)